# 電機子チョッパ制御

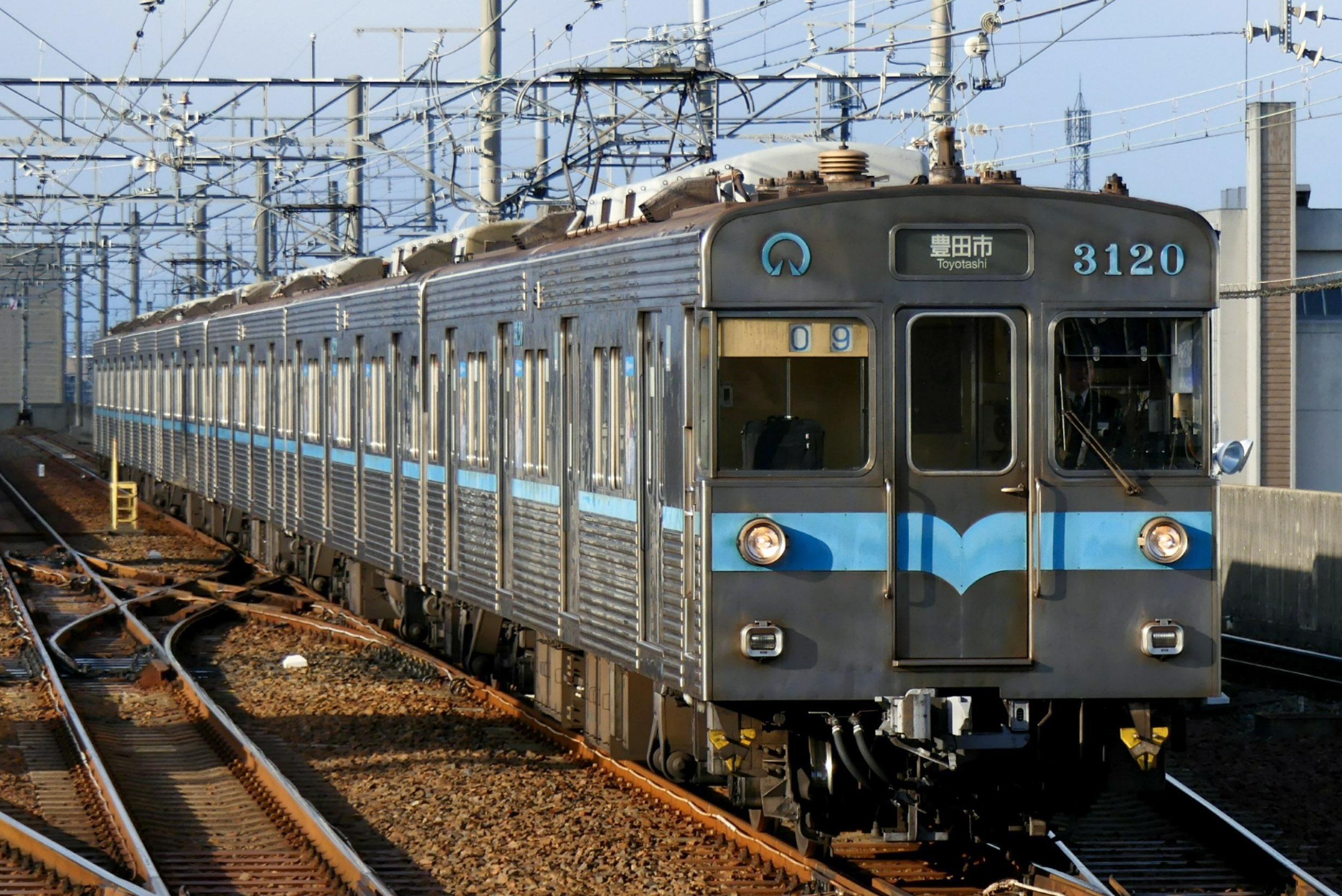
名古屋市交通局3000形

電機子チョッパ制御（でんきしチョッパせいぎょ）とは、鉄道車両において、直流電動機の制御を行う方式の一つで、直流電圧を高速度でスイッチングして切り刻む（チョップする）「チョッパ回路」を主回路（主電動機の電機子回路）に接続して電圧制御を行うもので、主回路チョッパ制御といわれることもある。単にチョッパ制御、もしくはサイリスタチョッパ制御というと、通常この方式をいう場合が多い。チョッパ回路、採用車両についてはチョッパ制御の項を参照のこと。なお、電機子電流と界磁電流を独立して制御する方式を、「高周波分巻チョッパ制御」（4象限チョッパ制御）と区別する場合もある。本項ではそれについても解説する。

## 特徴
本方式には以下のような特徴がある。
回生ブレーキの実現
高速域から低速域まで安定した回生ブレーキが使用可能であり、エネルギー消費量を減少できるほか、発電ブレーキ用抵抗器を搭載しないですむため、車両の軽量化が可能となる。回路が昇圧チョッパを構成するために、高速側では電圧が上がりすぎるため使用が限定され、電流を絞って回生電圧を下げる、回生時に強め界磁制御を行わない、直列に抵抗器を挿入して電圧降下を利用するなどの手法が取られる。
粘着性能の向上
抵抗制御系の制御方法とは違い段階のない無段階制御が可能であるため、粘着性能を向上させることが可能である。よって、同一加速性能であれば、動力車比率（MT比）を低下させることが可能である。
保守作業の容易化
半導体素子を使った制御方式であるので、抵抗制御に用いられる在来型制御器のような機械的な摺動部や接点が無い。よって保守作業の手間を容易にすることが可能である。無整流子電動機と組み合わせると、主電動機のメンテナンスフリー化も同時に達成できる。
力行時のエネルギー損失の低減
抵抗制御の場合特に起動時に電力損失を発生させるが、本方式では電力損失を低減することが可能である（従って、起動頻度が少なくなる優等列車運用では相対的にその利点が小さくなる）。
装置が高価
これは本方式における最大の欠点である。本方式が多用された1970年代前半から1980年代後半の段階では、鉄道車両のような大きな電力を制御するための半導体機器が未発達な状態であり、価格も高価であった。一例として1982年（昭和57年）時点における国鉄201系電車チョッパ制御装置付き車両の価格は、抵抗制御の103系モハ103形が9,859万円なのに対して、モハ201形1両は約1.5倍となる1億4,085万円であった。
走行音
加速・減速時には一定の周波数で「プー」という特徴的な音が鳴る。これは高速で電源を入切した際の磁歪による振動音である。例えば、A4、「ラ」の音が鳴っている車両では、約440 Hzで電源直流電圧を細かく入切していることとなる。

## 歴史
1963年にドイツのシーメンス社により世界初のチョッパ制御を搭載した蓄電池機関車が、1965年に架線式のチョッパ制御機関車がそれぞれ完成した。
1969年にイタリアのミラノ地下鉄で力行のみのチョッパ制御車が完成。1972年にはフランス・パリ地下鉄で同国初の回生ブレーキ付きチョッパ制御車が運行を開始した。

### 営団地下鉄・阪神電気鉄道による試験

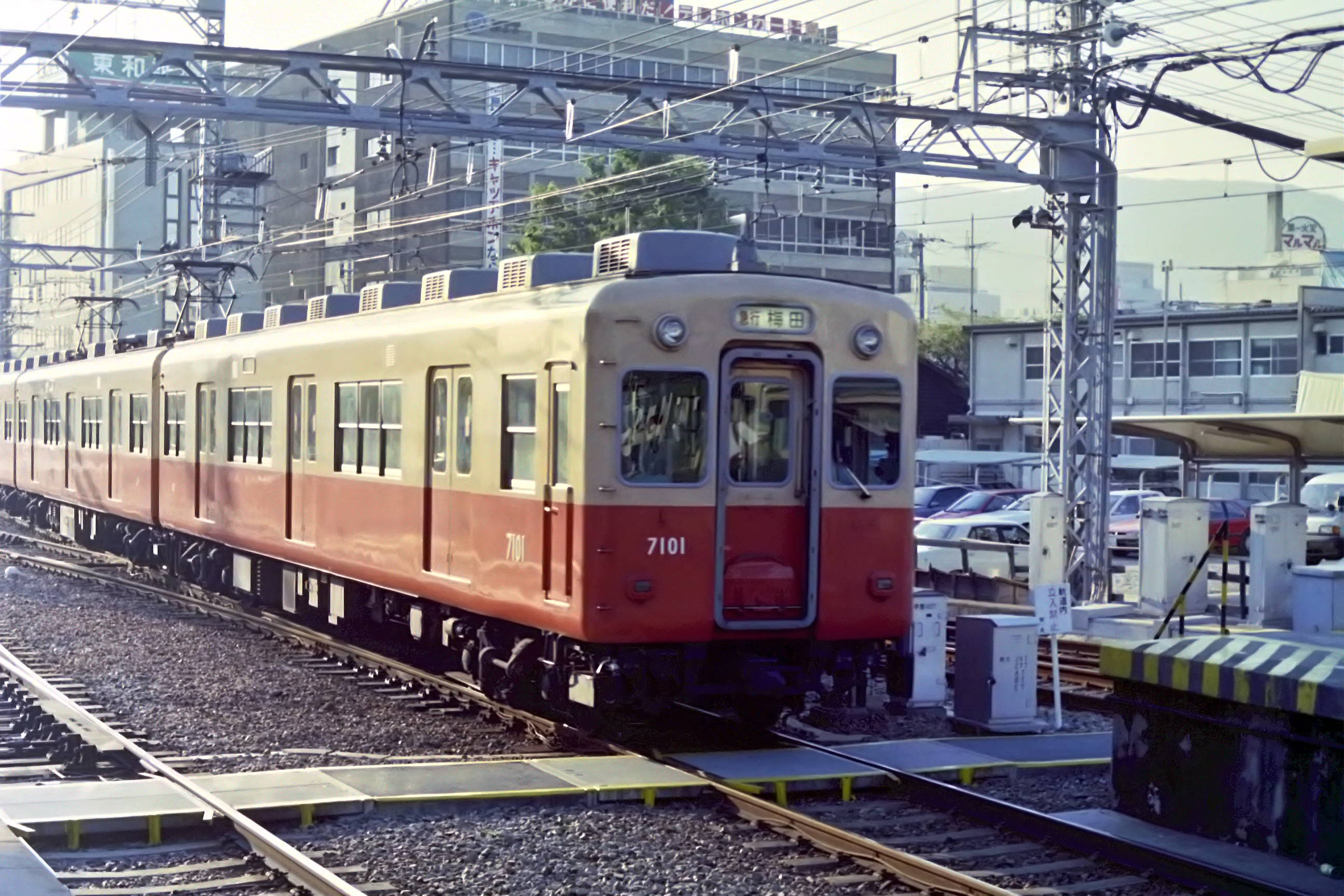
日本で初めて営業運転用に用いた阪神7001・7101形電車。回生ブレーキは搭載されていない。

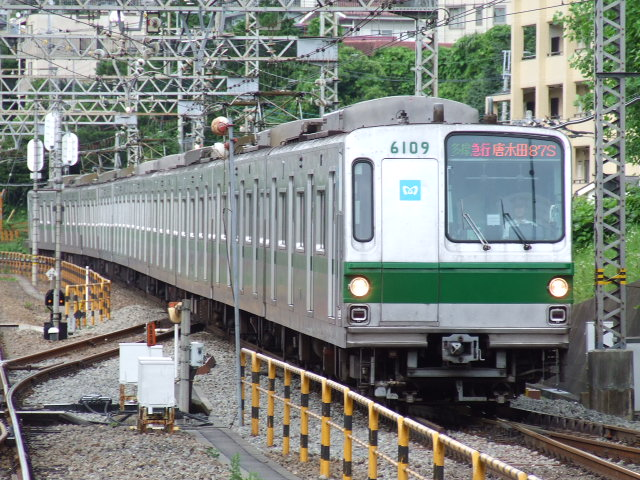
チョッパ制御方式の回生ブレーキを世界初搭載した営団6000系電車。

この制御装置は、扱う出力の大きさに対して発熱が少ないことから、地下トンネル内での車両抵抗器から出る排熱による温度上昇に頭を悩ませていた日本では、帝都高速度交通営団（営団地下鉄、現在の東京地下鉄）が1960年代から積極的に試験を行っていた。
1965年（昭和40年）9月6日 - 14日、荻窪線分岐線（現在の丸ノ内線方南町支線）において三菱電機製のチョッパ制御装置を2000形（2両編成・2121号）に床上艤装して直流600Vにおいて試験が実施され、これが日本国内で初の実車試験とされている。チョッパ制御装置は簡易なバラックセットを組み合わせたもので、55kW主電動機2台をチョッパ制御するもの（発電ブレーキを使用）として、基本的なチョッパ制御の動作確認が実施された。試験は営業列車運転時間帯に実施されたもので、2121（チョッパ制御試験） + 2122（抵抗制御）の2両編成で実施され、抵抗制御 + チョッパ制御やチョッパ制御のみの試験が実施された。力行・発電ブレーキ動作とも良好な動作が確認されたが、同時に誘導障害が発生することが判明し、対策の必要性が確認された。
直流600V下での試験に成功したことから、直流1,500V下における試験と誘導障害の確認のため、日比谷線において3000系（6両編成・3035号）に75kW主電動機4台を制御するチョッパ制御装置（バラックセット）を床上艤装で搭載した。試験は1966年（昭和41年）4月から5月にかけて実施され、三菱電機に加えて日立製作所製の機器を使用したもので、直流1,500V下においても安定してチョッパ制御が動作することが確認された。荻窪線での試験の教訓からリアクトルとコンデンサによるフィルタ回路（LCフィルタ）が設けられた。チョッパ制御の周波数は0 - 80Hz（三菱電機）、30 - 120Hz（日立製作所）の可変周波数制御であり（前述の荻窪線での試験は0 - 200Hz）、これは誘導障害の大きな原因となることが判明し、以降は一定周波数制御が標準となる。
試験に新たに加わった日立製作所より、チョッパ制御による回生ブレーキの可能性について提案された。最初のチョッパ制御の主目的は、主制御器の大幅な省力化（阪神電気鉄道も同様）と地下鉄特有のトンネル内温度の上昇対策が目的であり、当時回生ブレーキは発電ブレーキと比べて不安定と考えらえれていたことから試験目的には入っていなかった。この後、営団地下鉄は建設中の第9号線（千代田線）向けの新車にチョッパ制御を採用することを決定し、6000系の開発へと繋がってゆく。
阪神電気鉄道でもチョッパ制御の試験が行われ、1966年6月に西大阪線（現・阪神なんば線）において7801・7901形を使用して走行試験が実施されている。装置は前述の営団地下鉄日比谷線3000系で使用した発電ブレーキ付のものを使用した。続いて東京芝浦電気（現・東芝）が1968年（昭和43年）6月28日 - 7月5日の深夜終電後に5261形（4両編成）へチョッパ制御装置を床上艤装して、阪神本線尼崎 - 元町間と西大阪線尼崎 - 西九条駅間で走行試験が実施された。チョッパ制御の車両性能や誘導障害に対する影響などが確認された。

### 日本国有鉄道による試験
日本国有鉄道（国鉄）では1967年（昭和42年）3月23 - 31日、横須賀線衣笠駅 - 久里浜駅間において101系に東京芝浦電気製のチョッパ制御装置を床上艤装して、基本的な性能の確認試験が実施された。この方式は、力行時と回生ブレーキ時で主電動機の接続を切り替えることで、回生ブレーキ動作範囲を主電動機定格速度の2倍にすることができる（倍電圧方式）。編成はクモハ101 - モハ100 - クハ101の3両編成で、モハ100にチョッパ制御装置を搭載し、クモハ101は抵抗制御で走行できるものとした。このチョッパ制御装置は回生ブレーキが使用可能であったが、変電所側が対応しておらず回生ブレーキの試験は実施されなかった。
続いて、1969年（昭和44年）11月24日 - 12月1日にかけて根岸線桜木町駅 - 磯子駅間において103系（4両編成）に東京芝浦電気製のチョッパ制御装置を搭載して性能確認試験が実施された。このチョッパ制御装置は将来101系・103系に搭載することを目的とした本格的なもので、営団地下鉄6000系で実用化したものと同等の機器である。この試験では力行制御や誘導障害は問題なかったが、回生ブレーキが低速でしか効かない問題点が残された。
この試験後、1970年（昭和45年）11月に房総西線（現・内房線）那古船形駅 - 千倉駅間で、101系に前述のチョッパ制御装置を一部改造して性能確認試験が実施された。この試験でも高速からの回生ブレーキ動作に問題点が残された。4年後（諸事情から1971年試験予定が3年延期）、前述のチョッパ制御装置をさらに改造して1974年（昭和49年）7月2日 - 4日に根岸線磯子駅 - 大船駅間で103系（7両編成）にチョッパ制御装置を床上艤装して性能確認試験が実施された。この試験は東洋電機製造も協力し（東京芝浦電気との共同）、東洋電機が1972年（昭和47年）に京浜急行電鉄の2代目600形で試験を行った「直並列チョッパ制御」方式を使用したものである。前述の倍電圧方式と似ており、力行時と回生ブレーキ時で主電動機の接続を切り替えることで、回生ブレーキ動作範囲を主電動機定格速度の2倍にするものだが、制御容量が大きくなることや回路が若干複雑になるが、より高い速度から回生ブレーキ力が得られる。この試験では高速からの回生ブレーキ性能試験や誘導障害の確認試験などが実施された。そして、国鉄では1979年（昭和54年）1月、ようやく201系試作車が落成する。なお、直並列チョッパ制御方式は実用化に至らなかった。
ただし、営団地下鉄が1971年（昭和46年）3月に実用化（6000系量産車が営業運転開始）したのに対し、国鉄は1981年（昭和56年）8月（201系量産車が営業運転開始）と10年遅れとなった。

### 他メーカーによる試験
一方、本方式の回生ブレーキは1967年4月に東洋電機製造が、同社製サイリスタと高速度遮断器を用い、都営地下鉄1号線（当時）5000形に85 kW直巻電動機4台制御の回生・分巻界磁式チョッパ制御装置を仮設して現車試験を実施、国内初のチョッパ制御による回生ブレーキ試験に成功した。
富士電機製造においても、1969年8月に札幌市営地下鉄向けに第4次試験車「すずかけ」を使用して、チョッパ制御装置の試験を実施している。続いて山陽電気鉄道270形電車に搭載し、抵抗制御車と組んで各種試験後の1972年8月から営業運転に投入された（回生ブレーキはカット）。

### 実用化と発展
この制御装置を日本で初めて営業運転（実用化）に用いたのは、1970年7月1日に使用を開始した阪神7001・7101形電車であった。ただし、回生ブレーキを搭載しておらず、力行専用のチョッパ装置であった。これは、阪神が主回路の無接点化による省メンテナンス化を目的としてこの装置を採用したためである。
日本初の営業運転された電機子チョッパ車という栄誉こそ阪神7001・7101形電車に譲ったものの（チョッパ制御は力行専用）、営団6000系電車は第1次試作車での十分な試験を経て1971年3月の営団千代田線2期線開業に合わせて量産車の営業運転が開始された。同車は世界で最初に回生ブレーキ付チョッパ制御を実用化した。
この後営団は本方式を標準とし、界磁抵抗を廃したAVF（自動可変界磁制御: Automatic Variable Field Control）式チョッパ制御（7000系で実用化）、さらに4象限チョッパ（高周波分巻チョッパ）へと改良を加え発展させながら長期間にわたって採用し続けた。

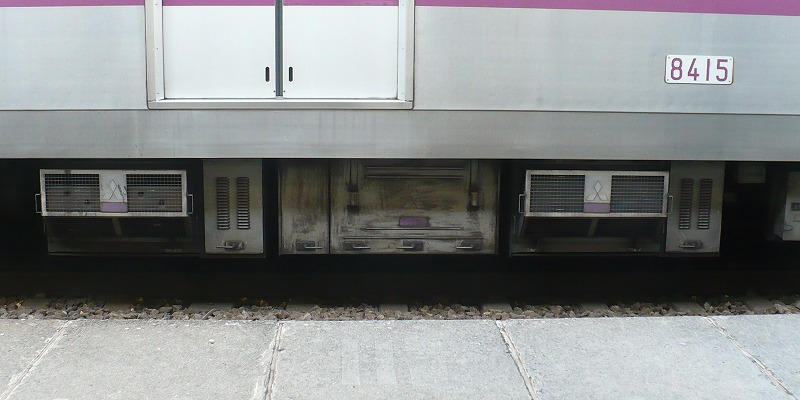
営団8000系電車のAVF式チョッパ制御装置 (三菱電機)

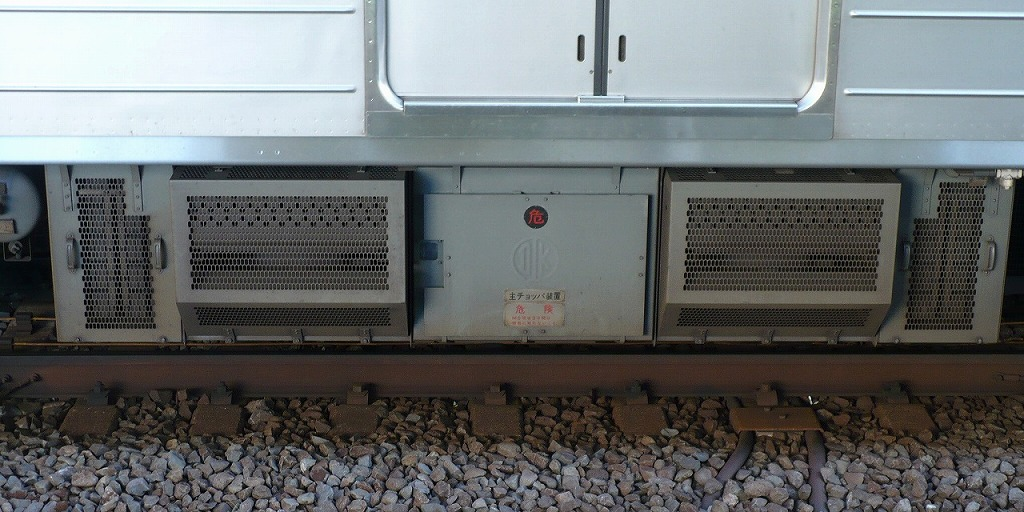
東武20000系電車のAFE式チョッパ制御装置 (東洋電機製造)

その後、オイルショックの洗礼を受けた緊縮経済下において、むしろ高効率の電力回生による省電力化性能が強く希求されるようになり、営団を筆頭とした日本全国の公営地下鉄に続き、当時の国鉄も省エネ電車としての201系、併せて前述の6000系同様のトンネル内放熱抑制を狙った常磐緩行線・営団千代田線直通用の203系を製造したが、後の205系では安価な界磁添加励磁制御に方向転換した。また、一部の大手私鉄でも国鉄と同じく高性能化と省エネルギーの両立を狙って試作車を製造した。
しかし高速域からの減速時に発生電圧過大で回生失効が起きやすいことと高価な大容量・高耐圧のスイッチング素子を必要とし車両製作費が高騰したことから、特に高加減速性能を重視し得られる省エネ効果が大きかった阪神電気鉄道の「ジェットカー」5131形・5331形、および千代田線同様に直通地下鉄線区における放熱抑止と高効率を狙った東武鉄道の9000系・20000系（複巻電動機を使用したAFE (自動界磁励磁制御: Automatic Field Excite Control) 式主回路チョッパ制御）のほかは本格導入に至らず、安価に回生ブレーキが使用できる（力行時全界磁定格速度まで抵抗制御の）界磁チョッパ制御を採用する場合が多かった。
1990年代に入ってブラシレスの交流電動機（かご形三相誘導電動機）を使用するVVVFインバータ制御が価格、性能的に安定すると、保守省力化や運用経費において直流電動機に対し大きく優位となり、2000年代以降は既存の電機子チョッパ制御車両からの改造や置き換えを進められた。積極的に電機子チョッパ制御を導入していた営団地下鉄でも、1992年の06系・07系以降ではVVVFインバータ制御を本格採用している。なお、先行して南北線9000系でVVVFインバータ制御を採用したのは、同線の路線条件から必要とされる190kWの直流電動機では台車に収まらないことからである。

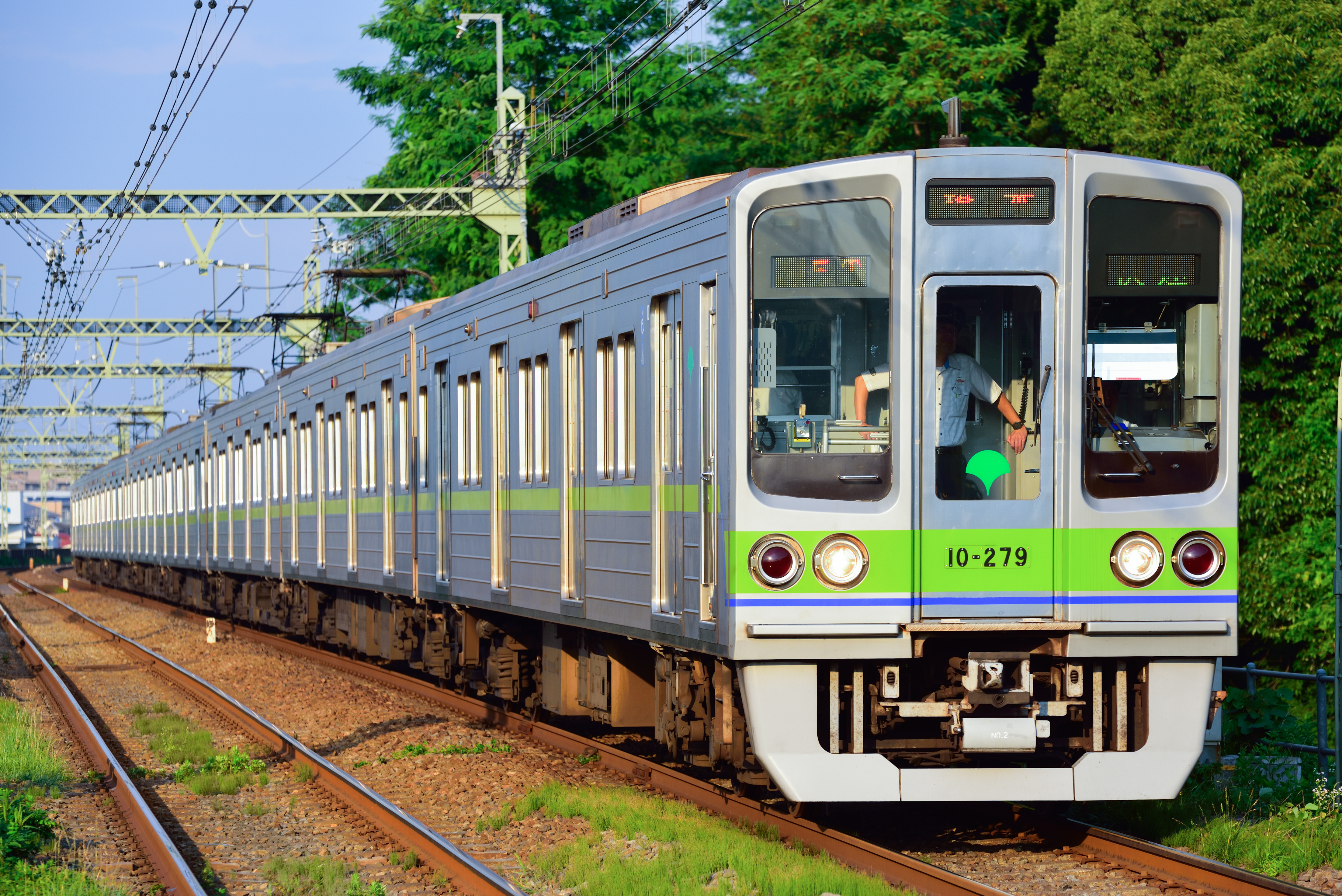
東京都交通局10-000形電車（現存せず）

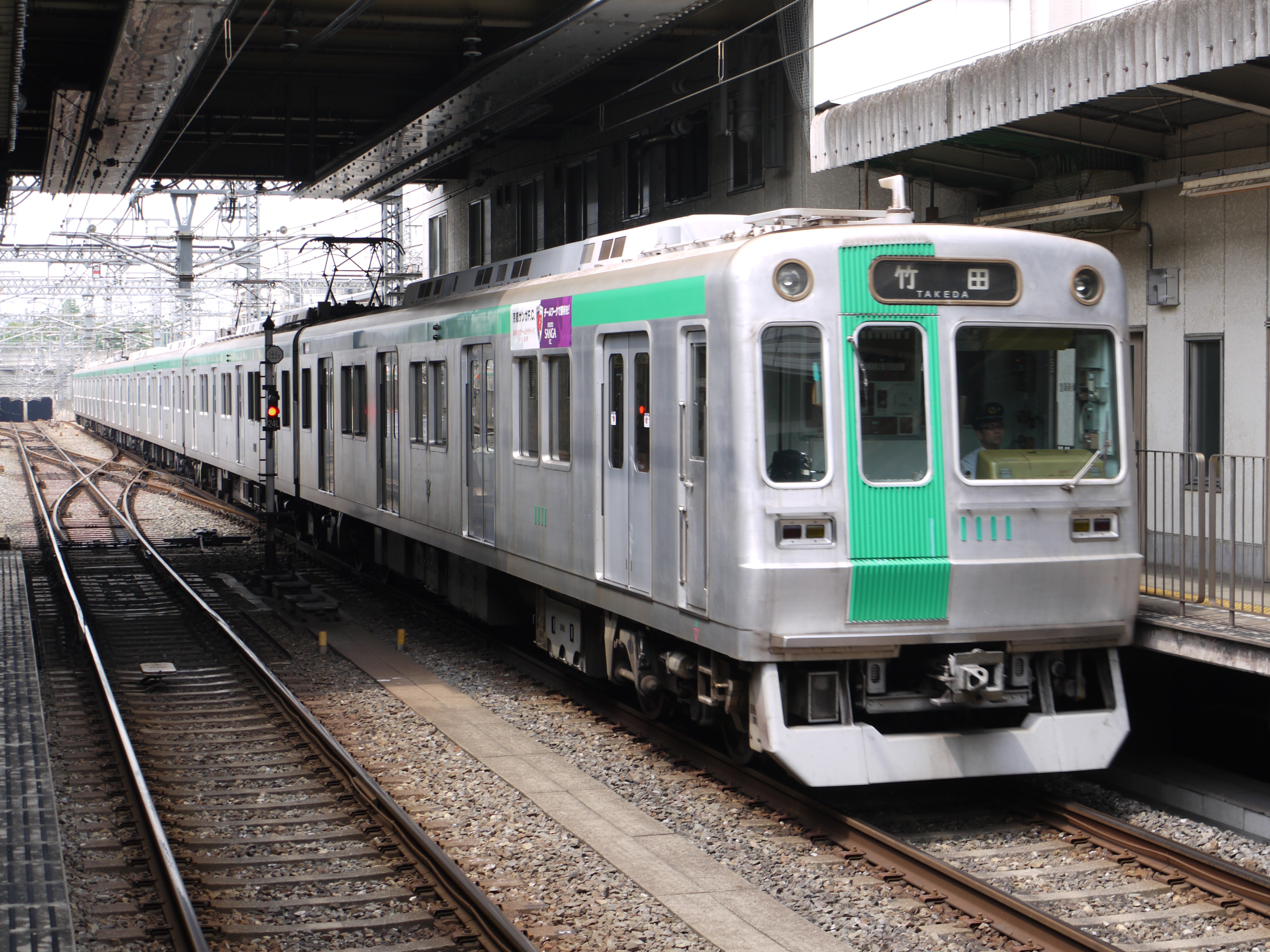
京都市交通局10系電車（写真の車両はVVVFインバータ制御に改造済）

日本国内における最も直近の製作例は、東京都交通局10-000形電車第27・28編成と京都市交通局10系電車第18 - 20編成（いずれも1997年）であるが、前者は既に廃車され現存せず、後者もVVVFインバータ制御に機器更新された。なお、1997年（平成9年）2月には広島電鉄800形電車 (2代)の813・814号車が製作されており、これらは2023年1月現在も電機子チョッパ制御のまま稼働中である。

### チョッパ制御機関車
日本国内のチョッパ制御電気機関車について記載する。1982年、国鉄山陽本線の瀬野駅 - 八本松駅間に連続する勾配（通称瀬野八）を走行する貨物列車の後部に連結する補助機関車（補機）として使用することを目的として、EF60形・EF65形から改造したEF67形電気機関車が日本国内唯一のチョッパ制御電気機関車である。ただし、2022年（令和4年）3月までにEF210形300番台に置き換えられた。

### チョッパ制御現車試験
1965年に始まったチョッパ制御の開発試験から、各社局で実施したチョッパ制御の実用化試験は以下のとおりである。
- 鉄道事業者名、路線名、会社名、車両形式は試験当時のものである。
- 使用素子であるサイリスタは基本的に逆阻止形であるが、「R」が付くものは逆導通サイリスタ。

| 試験開始年月 | 鉄道事業者         | 試験路線       | 形式                     | 製作所                             | 合成周波数          | 相数                  | サイリスタ 定格容量          | 備考                                                                   |
| ------------ | ------------------ | -------------- | ------------------------ | ---------------------------------- | ------------------- | --------------------- | ---------------------------- | ---------------------------------------------------------------------- |
| 1965年9月    | 帝都高速度交通営団 | 荻窪線         | 2000形                   | 三菱電機                           | 0 - 200Hz           | 1相                   | 500V - 70A                   | 第三軌条方式・日本国内初のチョッパ制御の現車試験。発電ブレーキ使用     |
| 1966年4月    | 帝都高速度交通営団 | 日比谷線       | 3000系                   | 三菱電機 日立製作所                | 0 - 80Hz 30 - 120Hz | 1相                   | 1,000V - 250A                | 発電ブレーキ使用                                                       |
| 1966年6月    | 阪神電気鉄道       | 西大阪線       | 7801・7901形             | 三菱電機                           | 0 - 38Hz            | 1相                   | 1,000V - 250A                | 上記の営団3000系電車用を再利用。発電ブレーキ使用                       |
| 1967年3月    | 日本国有鉄道       | 横須賀線       | 101系                    | 東京芝浦電気                       | 100Hz               | 1相                   | 1,250V - 250A                |                                                                        |
| 1967年4月    | 東京都交通局       | 1号線          | 5000形                   | 東洋電機製造                       | 30 - 1100Hz         | 二相                  | 1,100V - 150A                | 日本国内初のチョッパ制御による回生ブレーキ試験に成功                   |
| 1968年4月    | 帝都高速度交通営団 | 東西線         | 6000系 1次試作車         | 三菱電機 日立製作所                | 800Hz 170Hz/240Hz   | 二相二重二群 二相二重 | 1,200V - 250A 1,200V - 400A  |                                                                        |
| 1968年6月    | 阪神電気鉄道       | 本線・西大阪線 | 5261形                   | 東京芝浦電気                       | 110Hz               | 二相二重              | 1,200V - 250A                | 力行のみ                                                               |
| 1969年6月    | 帝都高速度交通営団 | 東西線         | 6000系 2次試作車         | 三菱電機 日立製作所                | 660Hz               | 三相三重              | 1,300V - 400A 1,200V - 400A  |                                                                        |
| 1969年8月    | 札幌市交通局       | 札苗試験線     | 第4次試験車 「すずかけ」 | 富士電機製造                       | 400Hz               | 二相二重              | 1,300V - 400A                |                                                                        |
| 1969年11月   | 日本国有鉄道       | 根岸線         | 103系                    | 東京芝浦電気                       | 400Hz               | 二相二重              | 1,300V - 400A                |                                                                        |
| 1970年4月    | 阪神電気鉄道       | 西大阪線       | 7001・7101形             | 三菱電機                           | 350Hz               | 二相二重              | 1,300V - 400A                | 1970年7月、力行専用として日本国内初のチョッパ制御実用化                |
| 1970年11月   | 日本国有鉄道       | 房総西線       | 101系                    | 東京芝浦電気                       | 400Hz               | 二相二重              | 1,300V - 400A                |                                                                        |
| 1970年11月   | 帝都高速度交通営団 | 千代田線       | 6000系                   | 三菱電機 日立製作所                | 660Hz               | 三相三重 二相二重     | 1,300V - 400A R1,200V - 400A | 1971年3月、世界初の回生ブレーキ付チョッパ制御実用化                    |
| 1971年11月   | 東京都交通局       | 6号線          | 10-000形試作車           | 日立製作所                         | 640Hz               | 二相二重              | R1,200V - 400A               | 10号線車両の6号線での走行試験                                          |
| 1972年3月    | 京浜急行電鉄       | 久里浜線       | 2代目600形               | 東洋電機製造                       | 522.2Hz             | 二相                  | 1,300V - 400A                | 直並列チョッパ制御の試験                                               |
| 1972年5月    | 山陽電気鉄道       | 本線           | 270形                    | 富士電機製造                       | 400Hz               | 二相一重              | 1,300V - 400A                | 回生ブレーキ不使用                                                     |
| 1973年春     | 阪急電鉄           | 京都線         | 5300系                   | 東京芝浦電気                       | 350Hz               | 二相二重              | R1,300V - 400A               |                                                                        |
| 1973年3月    | 帝都高速度交通営団 | 千代田線       | 6000系1次試作車          | 三菱電機 （協力:日立製作所）       | 660Hz               | 二相二重              | R2,500V - 400A               | 有楽町線7000系用AVFチョッパ制御の千代田線での走行試験                  |
| 1973年3月    | 大阪市交通局       | 谷町線         | 20系試作車               | 三菱電機 日立製作所                | 350Hz               | 二相一重              | R2,500V - 400A               | 谷町線での走行試験。試験後、投入計画を御堂筋線に変更                   |
| 1974年5月    | 東武鉄道           | 東上線         | 8000系 サヤ8000形        | 日立製作所                         | 660Hz               | 二相                  | 不明                         | サヤ8000形にチョッパ制御装置を搭載、前後の8000系電動車の主電動機を制御 |
| 1974年7月    | 日本国有鉄道       | 根岸線         | 103系                    | 東京芝浦電気 （協力:東洋電機製造） | 400Hz               | 二相二重              | R1,300V - 400A               | 直並列チョッパ制御の試験                                               |

## 高周波分巻チョッパ制御

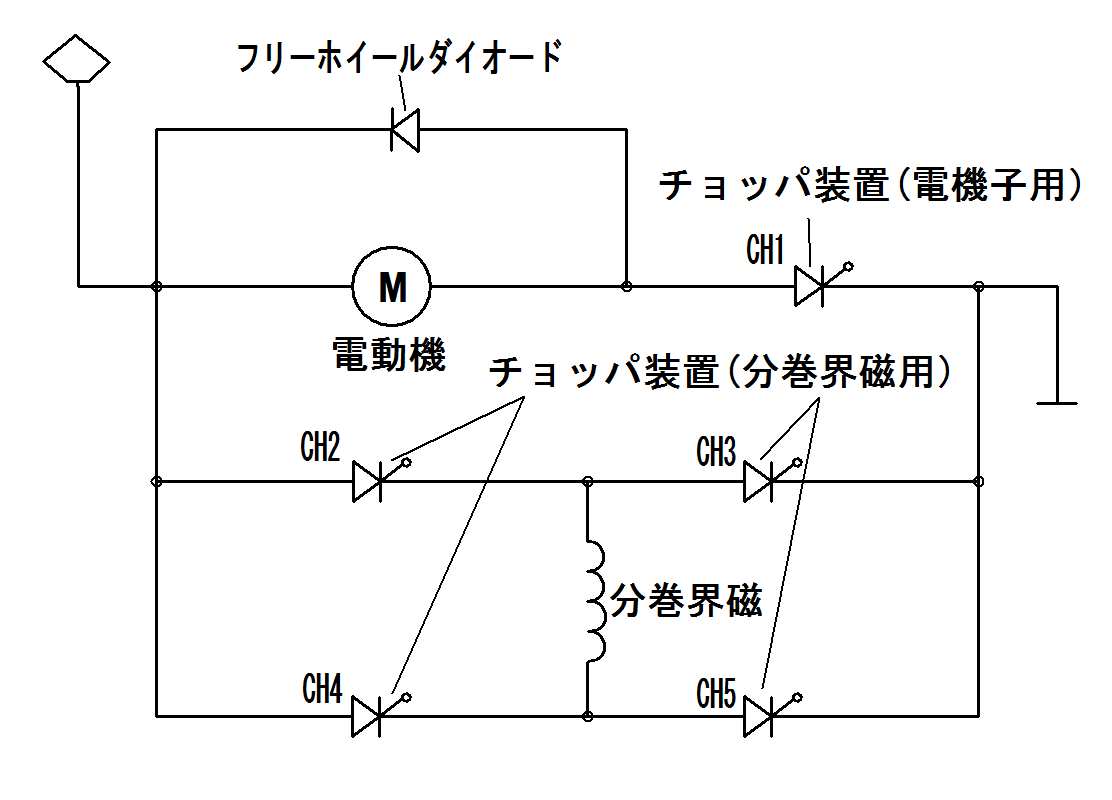
高周波分巻チョッパ制御の回路図。
モーターの電機子を制御する電機子チョッパ装置（電機子用のチョッパ装置）の他に、モーターの分巻界磁を接続したブリッジ回路に、分巻界磁を制御する4つの界磁チョッパ装置（分巻界磁用のチョッパ装置）を取付け、並列する形で接続している。

高周波分巻チョッパ制御（こうしゅうはぶんまきチョッパせいぎょ）とは、分巻電動機を用いて、機能的には電機子チョッパ制御と界磁チョッパ制御を組み合わせて制御を行うチョッパ制御方式である。
このチョッパ装置は、当時の営団が銀座線用の更新車両として計画した01系車両を設計するにあたり、従来のチョッパ制御装置では銀座線用としては機器が大きく、装置の小形化および軽量化が求められていた。このような経緯から高周波分巻チョッパ制御装置が開発された。

### 特徴と制御
これは、モーターの電機子を制御するチョッパ装置のほかに、並列する形でモーターの分巻界磁を制御する4つのチョッパ装置を、分巻界磁を接続したブリッジ回路に取付けており、「前進力行」「前進ブレーキ」「後進力行」「後進ブレーキ」の4つの運転モードの切替えを、4つのチョッパ装置で連続かつ円滑に行うことができる方式である
。4象限チョッパ制御 (4Quadrant: 4Q) とも呼ばれる。
チョッパ制御の最終形態であり、搭載するチョッパ装置の所要数は多くなるが、抵抗器や可動接点部品の大幅な削減ができるほか、無接点で主回路の切り換えもないことから、保守の低減が可能となっている。このチョッパ装置が開発が可能になったのは高耐圧、大容量の電力用半導体であるGTOサイリスタが開発されたことが大きな理由とされている。
チョッパ装置の素子に高速スイッチング特性に優れたGTOサイリスタを採用することで、従来のチョッパ装置のチョッピング速度を3倍程度に高めた高周波チョッパが可能となる（チョッパ周波数を660Hzから2,000Hz以上に高周波化）。このため、従来はモーターに流れる電流を確保するために必要であった「主平滑リアクトル」が不要となる。さらに従来のサイリスタでは力行とブレーキ時（回生ブレーキ時）で回路を逆転させるために必要であった「転換器」が不要となり、サイリスタで電流を遮断するために必要であった「転流回路」も、GTOサイリスタの採用により不要となった。加えて、チョッパ装置の心臓部であるゲート制御装置に、当時最新のマイコン技術を使用し、従来のチョッパ装置と比較して大幅な小形軽量化が可能となった。
粘着性能は分巻電動機の特性に適した電機子と界磁を別々なチョッパ装置で制御を行うため、従来のチョッパ車の粘着値である16.8%から18%台に向上させた。さらに従来のAVF（自動可変界磁制御）式チョッパ制御と比較して床下艤装スペースで65%、機器重量は71%と約30%の小形軽量化が実現されている（三菱電機資料）（営団地下鉄資料では約20%の小型軽量化とされている）。

### 実用化と改良

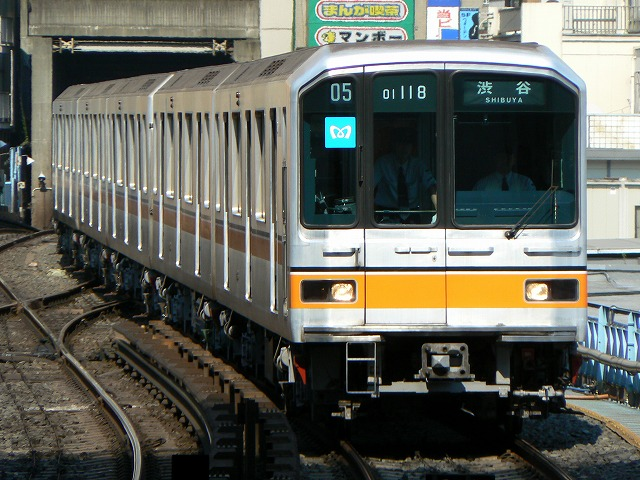
高周波分巻チョッパを採用した営団01系電車

高周波分巻チョッパ（以下、分巻チョッパ）は、1982年4月に営団丸ノ内線の500形に装置一式を床上艤装して実用化試験を実施した。試験は1両のみで、制御する主電動機は、500形の取り付け寸法に合わせた75 kWのものが使用された（MB-1447-E形主電動機）。素子には三菱電機が開発した2,500V級の高周波スイッチング用新型逆導通サイリスタ・GATT（Gate Assisted Turn-off Thyristor・ゲート補助ターンオフサイリスタ）素子の試験もかねて実施した。電機子チョッパには2,500V - 800A（素周波数990Hz）のGATT素子を、界磁チョッパには2,500V - 600A（周波数160Hz）のGTOサイリスタ素子が使用され、従来車両と比較して1.5倍の高周波数動作を実現した。しかし、01系を製造する当時はGTOサイリスタが主流化する傾向があったため、同系ではGTOを採用することになった。
分巻チョッパを正式に採用したのは1983年（昭和58年）5月に銀座線用として落成した01系試作車である。この車両の素子には電機子・界磁チョッパ装置ともに2,500 V級のGTOサイリスタを採用、電機子チョッパは素周波数1,000Hz（合成周波数2,000Hz）、界磁チョッパは周波数250Hzとされた。ただし、翌年から落成が開始した量産車では、将来のATC化を見越した誘導障害対策から電機子チョッパは素周波数1,200Hz（合成周波数2,400Hz）、界磁チョッパは周波数300Hzとさらに高周波化された。
その後も営団地下鉄において、1988年（昭和63年）に日比谷線用の03系、丸ノ内線用の02系、東西線用の05系において改良が加えながら採用が続いた。

#### 02系のチョッパ装置
02系用のチョッパ制御装置は01系用の装置とほとんど同じ仕様である。しかし、本形式は電機子チョッパの素子はGTOサイリスタを踏襲したが、界磁チョッパの素子は高耐圧パワートランジスタに変更して、機器のさらなる小形軽量化を図った。なお、採用の約2年前にあたる1986年（昭和61年）11月には01系を用いて実車試験を実施している。
元々、銀座線01系新製時に採用した分巻チョッパ装置は、近い将来丸ノ内線においても新車を導入することが想定されていたため、より路線条件の厳しい丸ノ内線に使用できるものとして製作されていた。このため、銀座線ではやや過剰性能となっていた。

#### 03系・05系のチョッパ装置
03系・05系用のシステムは基本的に01系用の装置を1,500 V用としたものであるが、さらなる艤装作業や保守の容易化、MT比 1:1 で従来のチョッパ車並みの性能を実現させるために大きな改良が加えられている。
この1,500V用の装置は1987年（昭和62年）2月に東西線において5000系車両に試作した制御装置を搭載し、本線試運転を実施して実用化の試験を行った。03系は05系の開発途中に日比谷線の輸送力増強が必要となり、急遽製造された形式である(帝都高速度交通営団車両部 1989)。
床下機器ではチョッパ装置を主チョッパ装置、ゲート制御部、界磁チョッパ装置や周辺機器などを1台の機器箱に集約することで、艤装の簡略化およびメンテナンスの容易化を図った。素子には電機子・界磁ともに1,500V用として4,500V級のGTOサイリスタを採用した。チョッパ装置の素周波数は、電機子チョッパが力行時300Hz⇔600Hz⇔900Hz（可逆周波数制御付）、ブレーキ時は900Hz（二相一重・合成周波数は最大1,800Hz）、界磁チョッパが300Hz（単相）である。
制御論理部には16 bit 高性能マイクロコンピュータ（マイコン）による全デジタル制御を採用しており、以下の制御機能が導入されている（アンチスリップ・スライド制御。日立製作所の資料ではアダプティブクリープ制御と書かれている）。
- 電動車の各車軸速度を検出し、マイコンで速度差や加速度・加速度変化率を瞬時に比較演算をし、空転制御を行うことで最大限の粘着を行う「高粘着制御」の導入。
- 上り・下り勾配および曲線など路線条件によって変化する加速度を限流値内で補正し、一定の加速度を引き出す「加速度一定制御」の導入。

制御マイコンにより、走行中常に変化する各車軸の粘着係数を最大限に引き出すことで、期待粘着係数19.1%、MT比1：1で起動加速度3.3km/h/sを実現している。
前述の通り、分巻チョッパ制御は営団地下鉄で積極的に採用を進めた。しかし、営団でも在来路線において1991年（平成3年）度に東西線05系第14編成と南北線9000系にVVVFインバータ制御が初めて採用され、1992年（平成4年）度から06系・07系を最初にVVVFインバータ制御の本格的な採用が始まり、同年度で本方式の採用は終了となった。なお、分巻チョッパを採用したいずれの4形式とも1993年（平成5年）以降に落成した車両はVVVFインバータ制御が採用されている。
日本の電車で、この分巻チョッパ制御を採用したのは前記した営団地下鉄の4車種のみである。新交通システム（AGT）としては、横浜新都市交通1000形電車（現・横浜シーサイドライン）、桃花台新交通100系電車（2006年10月営業廃止）、広島高速交通6000系電車で採用されている。

## 日本国内からの輸出
日本国内から海外向けにも輸出されており、日立製作所が1972年にカナダ・トロント市地下鉄向けに納入したものが、初めてのチョッパ制御装置の輸出である。同時期に、カナダ・モントリオール地下鉄向けにも納入されている。
スペインには、1966年からスペイン国鉄向けに279形電気機関車（チョッパ制御ではない）が納品されており、同車が高い評価を受けて日本製の高い技術が認められた。1974年にチョッパ制御電車440系、1989年（平成元年）には446系（170編成分510両）の大形受注に成功した。このほか、269-600形電気機関車、251形電気機関車向けに納品している（スペイン向けは三菱電機製）。
- メキシコ[55]
  - メキシコシティ地下鉄（1979年 - 、三菱電機。1521両・制御装置1,015台の大プロジェクト[55]）
  - メキシコシティトロリーバス（1979年 - 、東京芝浦電気・三菱電機[60]）
  - グアダラハラ市LRV（1988年 - 、三菱電機[60][56]）
  - 南アフリカ共和国 - 南アフリカ国鉄6M形、8M形（1982年 -、日立製作所）
  - スポールネット（Spoornet）10E系（英語版）/10E2系（英語版）電気機関車（1985年 - 、東芝）[61]
- 香港 - 香港地下鉄（香港MTR）メトロキャメル電車（1981年 - 、三菱電機）
- 中華人民共和国（中国）
  - 北京地下鉄 - 2号線M型（1984年 - 、日立製作所）
  - 天津地下鉄 - 1号線TJH-1000型（1987年 - 、三菱電機[60]）
- 大韓民国（韓国）
  - ソウル交通公社 - 2号線2000系（1983年 - 、三菱電機、102両[59][62]）
  - 釜山交通公社 - 1号線1000系（1984年 - 、三菱電機、186両[59][62][63]）

高周波分巻チョッパ制御（4象限チョッパ制御）も輸出されており、分巻チョッパ制御の輸出は三菱電機のみである。
- オーストラリア・シドニー・トレインズ - V形（英語版）、C形、T形・G形[64]（1985年 - ）
- スペイン・バルセロナ地下鉄 - 3000系、4000系（1986年 - 、120両[62][63]）
- シンガポール・シンガポール地下鉄 - 南北線・東西線C151形（1986年 - [65]、396両[62]・6両編成36本）